# Cambay
Cambay (forme francisée) ou Khambhat (forme officielle) (gujarâtî : ખંભાત - hindî : खंभात) est une ville du Gujarat en Inde.

## Géographie
Elle est située dans une plaine alluviale, à l'extrémité nord du golfe de Cambay qui se distingue par ses puissantes marées.

## Économie
Son port, autrefois florissant, s'est progressivement envasé, et le commerce maritime a été transféré ailleurs.

## Histoire
La forme francisée « Cambay » ou « Cambaye » dérive de la graphie arabe « Kambaya/Kanbaya » du nom « Khambhat/Khambat », lui-même dérivé du sanskrit « Kamboja ».
La ville a été identifiée par quelques-uns à la Camanes de Ptolémée. Elle est mentionnée en 1293 par Marco Polo qui la décrit comme un port industrieux.
À la chute de l'empire moghol, Cambay devint la capitale d'un État indépendant vers 1730, gouverné par une dynastie issue des derniers gouverneurs moghols du Gujarat.
Prise par le général Goddard en 1750, puis rendue aux Marathes en 1783, cette principauté fut cédée aux Anglais par le Peshwâ à l'issue de la deuxième guerre anglo-marathe en 1803.